# Ander Iturraspe
Ander Iturraspe Derteano, né le 8 mars 1989 à Abadiño en Espagne, est un footballeur international espagnol évoluant au poste de milieu défensif.

## Biographie
Iturraspe rejoint l'Athletic Bilbao en 1999 à l'âge de dix ans. Il joue dès lors dans toutes les catégories jeunes du club. Le jeune joueur part au CD Baskonia en 2007.
En 2008, il signe pour son club formateur. Le 14 septembre 2008, il joue son premier match de Liga, tout comme son coéquier Mikel Balenziaga, face à Malaga. 
Sous l'égide de Marcelo Bielsa, il s'impose  comme titulaire au sein de l'équipe.
En août 2014, des rumeurs de transfert l'envoient au Bayern Munich, même si l'Athletic désire le garder.
Lors de la saison 2014-2015, il se blesse au genou, ce qui l'éloigne des terrains pendant un mois. Il ne participera pas au match important face à Barcelone.
Le 8 juillet 2019, Iturraspe signe à l'Espanyol de Barcelone. Il dispute son premier match le 1er août 2019 en entrant en jeu durant un succès 1-3 contre le club islandais de Stjarnan en phase de qualification de la Ligue Europa. Iturraspe quitte le club en juillet 2020, après l'expiration de son contrat. Son passage chez les Pericos est délicat avec 18 matchs disputés au cours d'une saison où le club est relégué, finissant dernier du championnat.

### En équipe nationale
Le sélectionneur Vicente del Bosque fait débuter Ander Iturraspe en équipe d'Espagne le 30 mai 2014 lors d'un match amical contre la Bolivie avant la Coupe du monde au Brésil.

## Statistiques
| Saison                | Club                  | Championnat           | Championnat | Championnat | Championnat | Coupe(s) nationale(s) | Coupe(s) nationale(s) | Coupe(s) nationale(s) | Supercoupe | Supercoupe | Supercoupe | Compétition(s) continentale(s) | Compétition(s) continentale(s) | Compétition(s) continentale(s) | Compétition(s) continentale(s) | Total | Total | Total |
| Saison                | Club                  | Division              | M.          | B.          | P.d.        | M.                    | B.                    | P.d.                  | M.         | B.         | P.d.       | Comp.                          | M.                             | B.                             | P.d.                           | M.    | B.    | P.d.  |
| 2008-2009             | Athletic Bilbao       | Liga                  | 4           | 0           | 0           | 1                     | 0                     | 0                     | -          | -          | -          | -                              | -                              | -                              | -                              | 5     | 0     | 0     |
| 2009-2010             | Athletic Bilbao       | Liga                  | 15          | 0           | 1           | -                     | -                     | -                     | 1          | 0          | 0          | C3                             | 3                              | 0                              | 0                              | 19    | 0     | 1     |
| 2010-2011             | Athletic Bilbao       | Liga                  | 17          | 0           | 1           | 1                     | 0                     | 0                     | -          | -          | -          | -                              | -                              | -                              | -                              | 18    | 0     | 1     |
| 2011-2012             | Athletic Bilbao       | Liga                  | 35          | 1           | 0           | 8                     | 0                     | 0                     | -          | -          | -          | C3                             | 15                             | 0                              | 0                              | 58    | 1     | 0     |
| 2012-2013             | Athletic Bilbao       | Liga                  | 30          | 0           | 1           | 2                     | 0                     | 0                     | -          | -          | -          | C3                             | 9                              | 0                              | 0                              | 41    | 0     | 1     |
| 2013-2014             | Athletic Bilbao       | Liga                  | 33          | 0           | 3           | 5                     | 0                     | 0                     | -          | -          | -          | -                              | -                              | -                              | -                              | 38    | 0     | 3     |
| 2014-2015             | Athletic Bilbao       | Liga                  | 25          | 2           | 0           | 5                     | 0                     | 0                     | -          | -          | -          | C1                             | 7                              | 0                              | 0                              | 37    | 2     | 0     |
| 2015-2016             | Athletic Bilbao       | Liga                  | 16          | 0           | 1           | 4                     | 0                     | 1                     | -          | -          | -          | C3                             | 8                              | 0                              | 1                              | 28    | 0     | 3     |
| 2016-2017             | Athletic Bilbao       | Liga                  | 24          | 0           | 1           | 3                     | 0                     | 0                     | -          | -          | -          | C3                             | 5                              | 0                              | 0                              | 32    | 0     | 1     |
| Total sur la carrière | Total sur la carrière | Total sur la carrière | 199         | 3           | 8           | 30                    | 0                     | 1                     | 1          | 0          | 0          | -                              | 47                             | 0                              | 0                              | 277   | 3     | 9     |

## Palmarès

### En club
Au palmarès de Iturraspe figure un titre, celui de la Supercoupe d'Espagne en 2015 contre le FC Barcelone.

### Distinctions individuelles
- Membre de l'équipe type du championnat d'Espagne en 2014